# Ramaria candida
Ramaria candida är en svampart som beskrevs av Corner 1970. Ramaria candida ingår i släktet Ramaria och familjen Gomphaceae.   Inga underarter finns listade i Catalogue of Life.